# Atriální natriuretický peptid

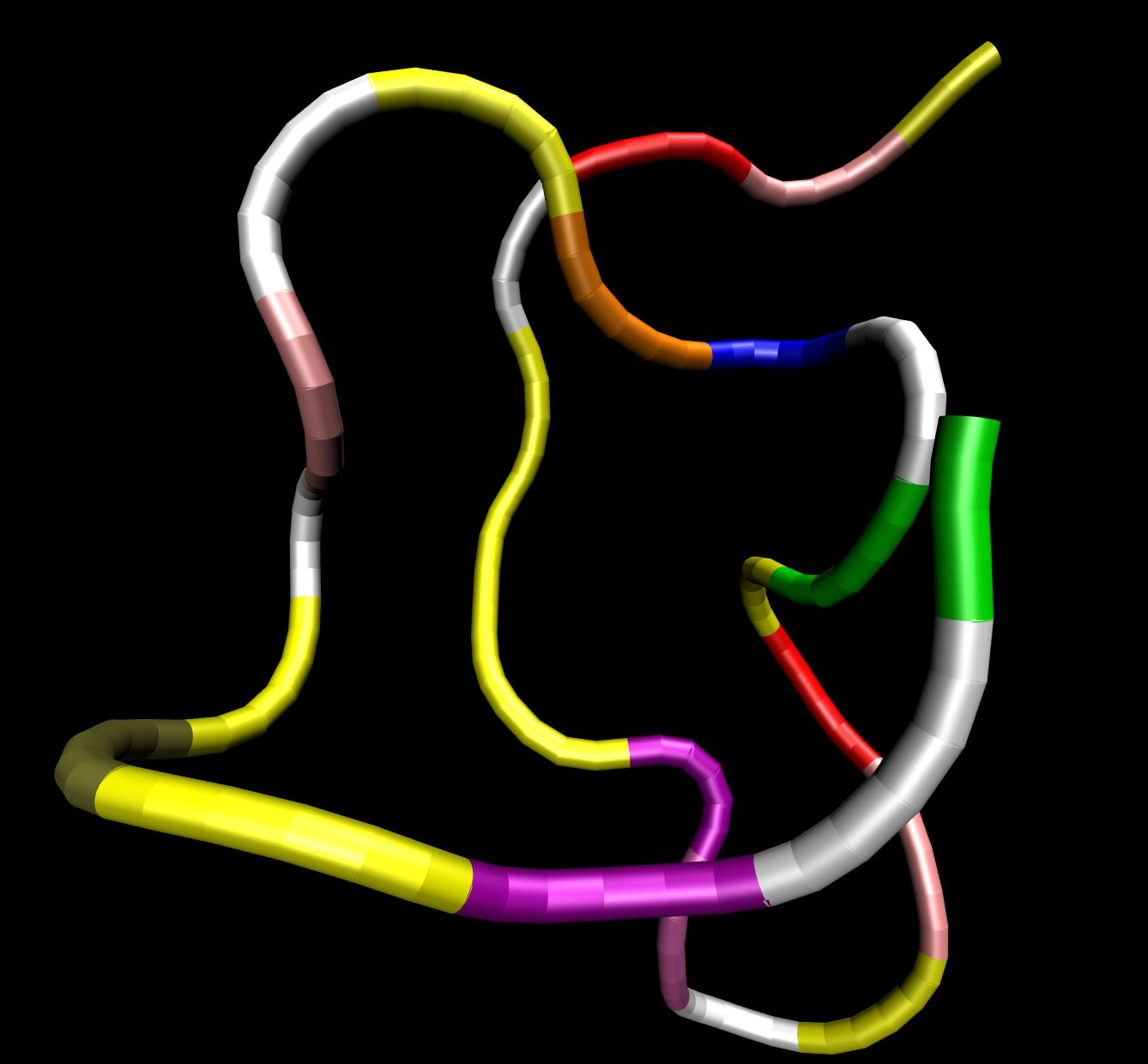
ANP - 3D struktura

Atriální natriuretický peptid (ANP, též natriuretický peptid I. typu či dříve atriopeptin) je peptidický hormon a jeden z natriuretických peptidů, tedy látek, které regulují vylučování sodíku močí. Váže se na NP receptory a v cílových buňkách dochází k signalizaci přes cyklický GMP (což je mezi hormony výjimečné).

## Tvorba
ANP je syntetizován ve svalovině srdečních síní. Nejprve je vyroben tzv. preproANP (151 aminokyselin), který je následně převeden na proANP (126 aminokyselin). ProANP je vylučován do krve, kde pomocí korinu dochází k rozštěpení proANP na dva peptidy, jeden o délce 28 a druhý 98 aminokyselin. Ten s 28 aminokyselinami je vlastní biologicky aktivní atriální natriuretický peptid.

## Účinky
ANP stimuluje vylučování sodíku, močení a relaxaci cév. Zároveň brání tvorbě reninu, vasopresinu a aldosteronu, což jsou vesměs látky s opačnými účinky na organismus. Dále má ANP schopnost snižovat buněčnou proliferaci a zamezovat hypertrofii.